# Antonio Ghigonetto
Antonio Ghigonetto (São Paulo, 25 de setembro de 1930 - Santos 18 de maio de 2010) foi um diretor teatral, ator, educador, produtor e dramaturgo. 

## Biografia
Antonio Ghigonetto antes de iniciar sua carreira teatral, era na década de 1950 caixa de banco. Em 1957, dentro do próprio banco onde trabalhava, une alguns funcionários interessados e criam o Grupo Os Diletantes que montam o espetáculo Assassinato a domicílio de Frederick Knott. Com boa repercussão interna, Antonio Ghigonetto leva o espetáculo para o IV Festival Paulista de Teatro Amador, conquistando 3 prêmios do Festival. O Grupo continua até 1959, onde se desvinculam do banco para tornarem-se independentes. Agora como Os farsantes duram até 1961 onde alguns dos integrantes decidem se tornarem profissionais, foram eles: Emilio Di Biasi, Yara Amaral e Antonio Ghigonetto.  
Em 1963, Antonio Ghigonetto une-se a Antonio Abujamra, Wolney de Assis, Berta Zemel, Emilio di Biasi e Lauro César Muniz e criam o Grupo Decisão. Antonio Ghigonetto dirige para o Grupo três espetáculos: Os fuzis da Sra. Carrar de Bertolt Brecht, O patinho torto de Coelho Neto e Knack, a bossa da conquista de Ann Jollicoe.
Após o Grupo Decisão (1966), Antonio Ghigonetto dirige espetáculos até o fim da sua vida. Trabalhando com nomes como: Barbara Heliodora, Nathalia Timberg, Laura Cardoso, Nydia Licia, Lima Duarte, Célia Helena, Ruth Escobar, Carlos Vereza, Paulo Goulart, Dina Sfat, Rosamaria Murtinho, Mauro Mendonça, João das Neves, Fulvio Stefanini e muitos outros.
Além de diretor trabalhou como produtor do Teatro2 da Tv Cultura, fez participações como ator em algumas peças e novelas. Escreveu três espetáculos registrados na SBAT junto com Antonio Carlos Assumpção.
Em 2006 muda-se para a cidade de Santos, onde trabalha como educador pela Secretaria de Cultura da cidade até 2009. Em 2010 um grupo de artistas da região convida Antonio Ghigonetto para dirigir o espetáculo O doente imaginário de Molière, onde falece no meio do processo de montagem.
No final de 2015 o ator e pesquisador do Instituto de Artes da UNESP, Luiz Campos finaliza sua pesquisa de iniciação cientifica e monografia, juntamente com o pesquisador e professor universitário Alexandre Mate, sobre as obras realizadas de Antonio Ghigonetto.  

## Novelas
- Os Ossos do Barão (1997) - SBT -  Rocco (Barman no bar Teatro)